# Siegfried Eberdorfer
Siegfried Eberdorfer (* 9. November 1927 in Sankt Lorenzen bei Scheifling, Steiermark; † 19. August 1977 in Hall bei Admont, Steiermark) war ein österreichischer Politiker (ÖVP).

## Leben
Nach der zweiklassigen Volksschule in St. Lorenzen besuchte Siegfried Eberdorfer die Landwirtschaftliche Fachschule Grottenhof-Hardt in Thal. Danach legte er an einer Hauptschule eine Externistenprüfung ab und schrieb sich an der Höheren Landwirtschaftlichen Bundeslehranstalt Francisco Josephinum in Wieselburg ein. An dieser legte Eberdorfer 1950 die Matura ab. 1955 promovierte er an der Hochschule für Bodenkultur in Wien.
Bereits 1954 fand Eberdorfer Arbeit als Betriebsberater an der Wirtschaftskammer für den Bezirk Liezen. 1960 trat er in den Landesdienst ein und übernahm als Direktor die Landwirtschaftliche Fachschule Grabnerhof in Hall bei Admont. Parallel dazu führte Eberdorfer nicht nur selbst eine kleine Landwirtschaft, sondern auch einen kleinen Gasthof.
Seine politische Karriere begann ebenfalls 1954, als er Mitglied in der ÖVP wurde. Nur zwei Jahre später wurde er 1956 Mitglied in der Bezirksparteileitung der ÖVP für den Bezirk Liezen und wiederum ein jahr später, 1957, Bezirksparteivorsitzender.
Im April 1968 wurde Eberdorfer Mitglied des Bundesrats in Wien. Diesem gehörte er jedoch nur zwei Jahre, bis Mai 1970, an. Danach folgte seine Vereidigung als Abgeordneter der ÖVP zum Landtag Steiermark. Als Landtagsabgeordneter war Eberdorfer von 1970 bis zu seinem Tod, im August 1977, tätig.